# Hyposmocoma inversella
Hyposmocoma inversella — вид моли эндемичного гавайского рода Hyposmocoma.

## Распространение и местообитание
Встречается на острове Оаху в горах Ваианаэ. 
Типичное местообитание — горы Ваианаэ (англ. Waianae Mountains), на высоте 600 м над уровнем моря. 

## Описание
Длина передних крыльев — 4,9 мм у самцов, 4,7 мм — у самок. Взрослые особи имеют крупный оранжевый V-образный рисунок на передних крыльях, который встречается только у этого вида рода Hyposmocoma. Взрослые бабочки вылетают в марте-апреле, видимо, одно поколение в год.
Кокон личинки — тёмно-коричневый, гладкий, 7,8—8,5 мм в длину и 1,8—2,0 мм в ширину. Личинки обитают в лиственной подстилке и на прелых ветвях, формируют кокон в декабре-январе.